# Фоменко, Александр Владимирович (футболист)
Александр Владимирович Фоменко (30 июля 1952) — советский футболист, полузащитник. Наиболее известен по выступлениям за тольяттинское «Торпедо» и куйбышевские «Крылья Советов».

## Карьера
Фоменко начал заниматься футболом в группе подготовки «Торпедо» у тренера Трактирова А. А. С 1973 года в дубле «Крыльев Советов», сыграл 11 матчей. В следующем сезоне дебютировал в первой лиге Чемпионата СССР. В 1975—1979 играл во второй лиге за тольяттинское «Торпедо». «Крылья Советов» вышли в Высшую лигу и Фоменко в составе большой группы игроков (Минаев, Сидоров, Усатов и др.) отправился на усиление. «Крылья» заняли последнее место, Фомин поиграв несколько лет в областном первенстве за тольяттинский «Рубин». Закончил карьеру игрока в 1989 году после двух сезонов в «Торпедо» (Тольятти).